# Axel Cadier
Axel Cadier (Varberg, Halland, 13 de setembro de 1906 — Gotemburgo, Västra Götaland, 29 de outubro de 1974) foi um lutador de luta greco-romana sueco.

## Carreira
Foi vencedor da medalha de ouro na categoria de 79–87 kg em Berlim 1936.
Foi vencedor da medalha de bronze na categoria de 72–79 kg em Los Angeles 1932.